# Combinata nordica ai XXI Giochi olimpici invernali - Trampolino lungo
Nella combinata nordica ai XXI Giochi olimpici invernali la gara dal trampolino lungo sulla distanza di 10 km si disputò nella località di Whistler il 25 febbraio 2010 e presero il via 46 atleti. Coma già sperimentato ai Mondiali dell'anno precedente, a Whistler questa nuova gara sostituì la precedente prova olimpica di sprint, con salto dal trampolino lungo e 7,5 km di fondo, disputata fino a Torino 2006; in quell'occasione vinse l'austriaco Felix Gottwald.

## Prima frazione: salto con gli sci
Delle due prove che i combinatisti nordici devono affrontare, la prima che fu effettuata fu quella di salto con gli sci; un salto preliminare di prova si svolse a partire dalle ore 9.00, cui seguì la competizione vera e propria alle ore 10.00. Sul trampolino K125 del Whistler Olympic Park Ski Jumps dalle ore 11:00 si effettuò un solo salto, con valutazione della distanza e dello stile. S'impose l'austriaco Bernhard Gruber davanti allo statunitense Johnny Spillane e al finlandese Janne Ryynänen; sesto si classificò l'altro statunitense Bill Demong.

## Seconda frazione: sci di fondo
L'ordine di partenza della 10 km di sci di fondo a inseguimento a tecnica libera, che prese il via alle ore 14:00, fu stabilito secondo lo schema proprio del metodo Gundersen: un punto in meno nel salto corrisponde a una partenza ritardata di quattro secondi. Il percorso si snodava nel Whistler Olympic Park con un dislivello massimo di 40 m. Gli autori della migliore e della terza prestazione (l'austriaco Felix Gottwald e il norvegese Magnus Moan) non riuscirono a colmare il divario accumulato nella gara di salto e a competere per le medaglie, che così furono assegnate a Demong, Spillane e Gruber, rispettivamente secondo, settimo e diciannovesimo nella frazione di fondo.

## Classifica
| Posizione | Atleta            | Nazione     | Lunghezza salto | Punteggio salto | Handicap fondo | Tempo fondo | Distacco finale |
| --------- | ----------------- | ----------- | --------------- | --------------- | -------------- | ----------- | --------------- |
| 1         | Bill Demong       | Stati Uniti | 127,0           | 115,5           | +0'46"         | 24'46"9     | -               |
| 2         | Johnny Spillane   | Stati Uniti | 129,0           | 118,5           | +0'34"         | 25'02"9     | +4"0            |
| 3         | Bernhard Gruber   | Austria     | 134,0           | 127,0           | +0'00"         | 25'43"7     | +10"8           |
| 4         | Hannu Manninen    | Finlandia   | 122,5           | 107,7           | +1'17"         | 24'49"0     | +33"1           |
| 5         | Pavel Churavý     | Rep. Ceca   | 126,0           | 114,0           | +0'52"         | 25'14"9     | +34"0           |
| 6         | Petter Tande      | Norvegia    | 123,5           | 109,8           | +1'09"         | 25'02"2     | +38"3           |
| 7         | Alessandro Pittin | Italia      | 122,5           | 108,7           | +1'13"         | 25'00"6     | +40"7           |
| 8         | Mario Stecher     | Austria     | 123,5           | 109,8           | +1'09"         | 25'12"1     | +48"2           |
| 9         | Akito Watabe      | Giappone    | 125,0           | 112,5           | +0'58"         | 25'23"7     | +48"8           |
| 10        | Christoph Bieler  | Austria     | 127,5           | 116,8           | +0'41"         | 25'40"7     | +48"8           |